# Ga Công viên Boramae
Ga Công viên Boramae (Tiếng Hàn: 보라매공원역, Hanja: 보라매公園驛) là một ga trên tuyến Sillim ở Sindaebang-dong, Dongjak-gu, Seoul. Đường ray đã được xây dựng trước để chuẩn bị cho tuyến nhánh Nangok.

## Lịch sử
- 7 tháng 2 năm 2021: Ngày 7 tháng 2 năm 2021: Tên ga được quyết định là Ga Công viên Boramae[2]
- 28 tháng 5 năm 2022  Khai trương

## Bố trí ga
| Boramae ↑           |
| \| N/B              |
| ↓ Bệnh viện Boramae |

| Hướng Bắc | ● Tuyến Sillim | ← Hướng đi Saetgang    |
| Hướng Nam | ● Tuyến Sillim | → Hướng đi Gwanaksan → |

## Xung quanh nhà ga
- Cổng phía Tây Công viên Boramae
- Trụ sở chính của Nongshim
- Trạm cứu hỏa Seoul Dongjak
- Cục Khí tượng Hàn Quốc
- Trung tâm thể thao Dongjak-gu
- Liên đoàn Tự do Hàn Quốc
- Văn phòng Không gian Xanh tại Công viên Seoul Dongbu
- Trường tiểu học Boramae Seoul
- Văn phòng kinh doanh xe Boramae
- Trường trung học nữ sinh Sudo
- Ga Bệnh viện Boramae Tuyến Sillim đường sắt nhẹ Seoul
- Ga Sindaebang: ●Tuyến số 2 (Để chuyển sang tuyến số 2, chuyển tuyến tại Ga Sillim hoặc đi bộ từ ga này đến Ga Sindaebang).
- Ga Boramae: ●Tuyến số 7 và ●Tuyến Sillim

## Hình ảnh

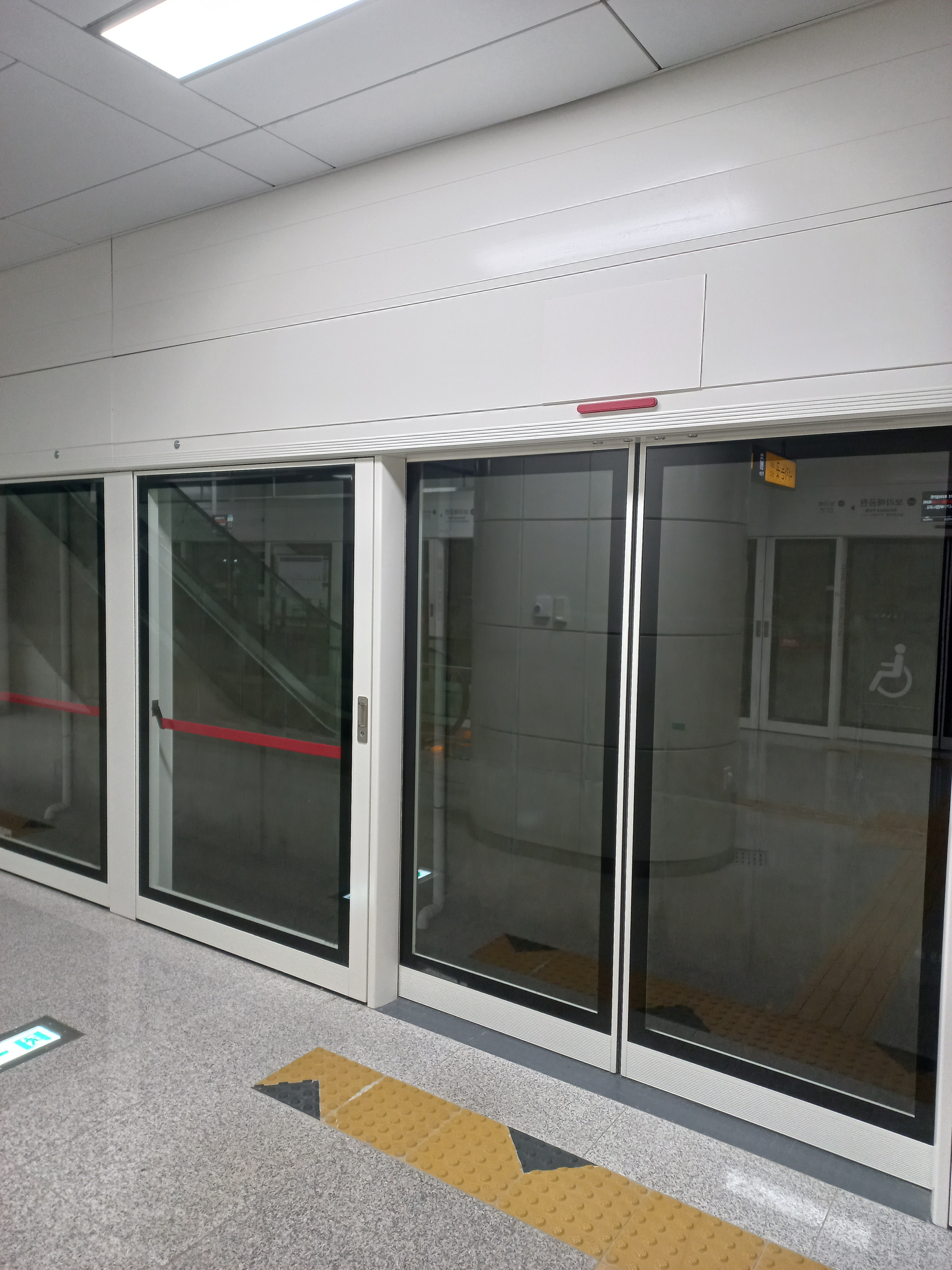
Nền tảng hướng lên chưa mở
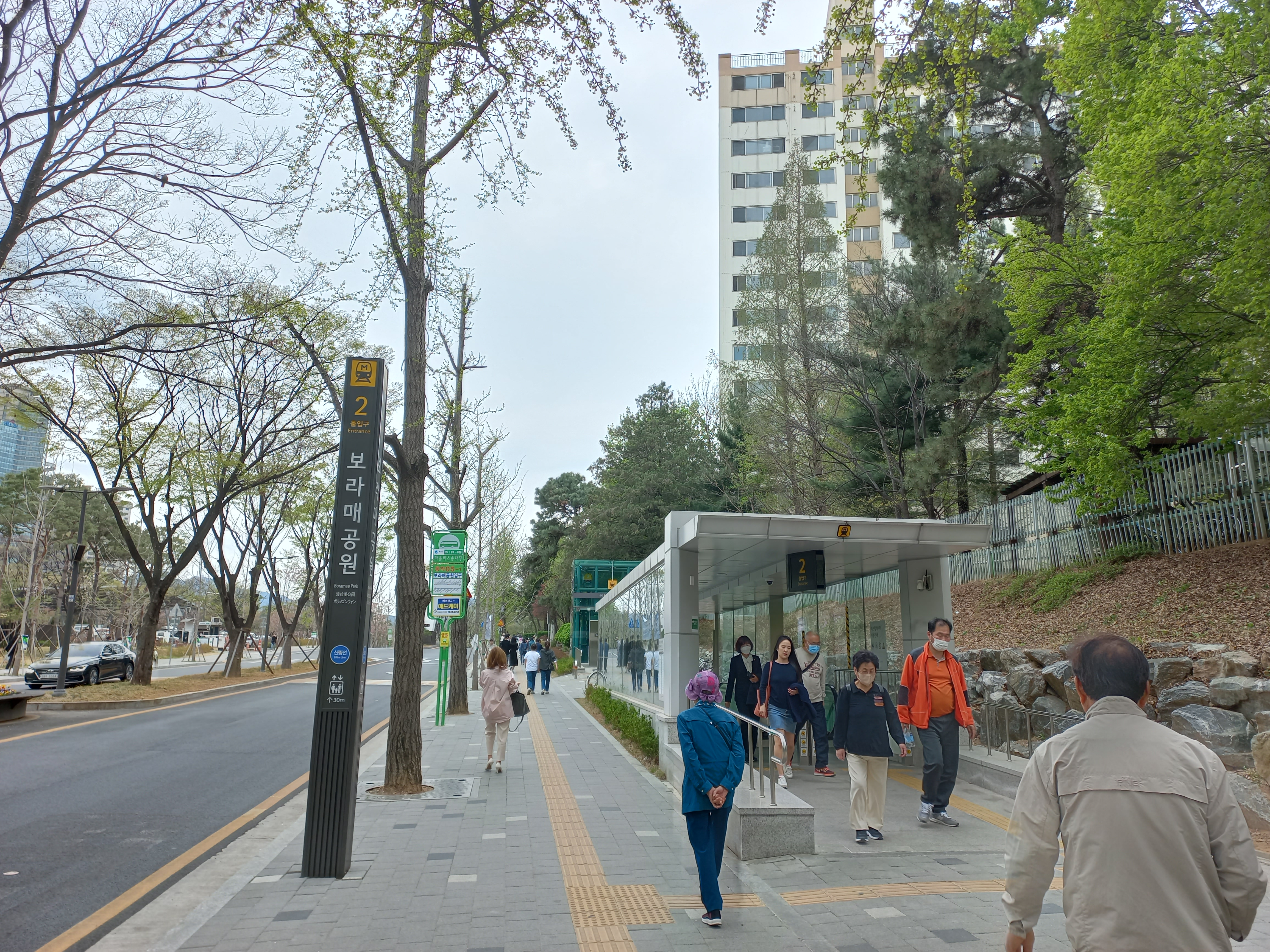
Lối ra 2
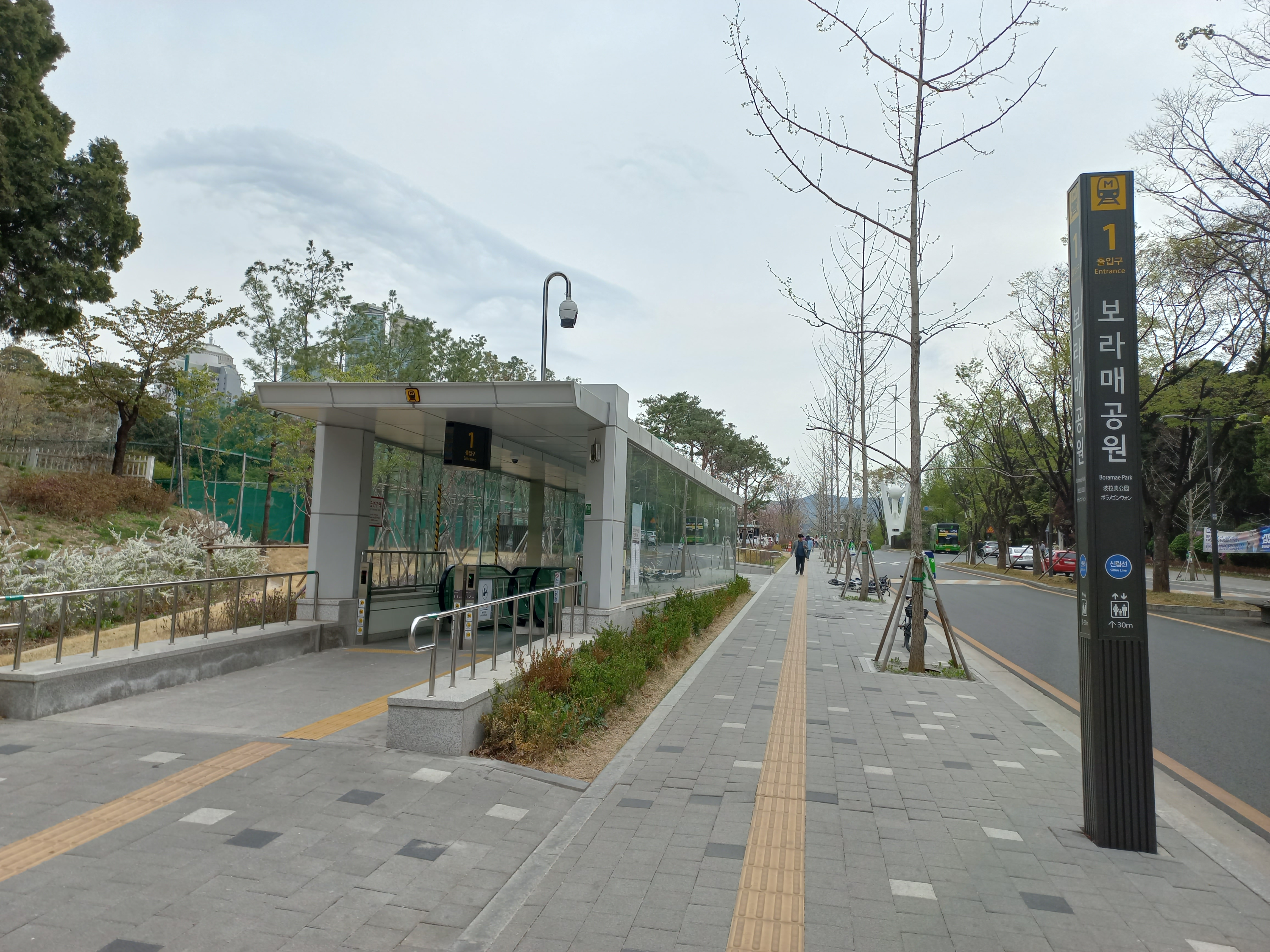
Lối ra 1
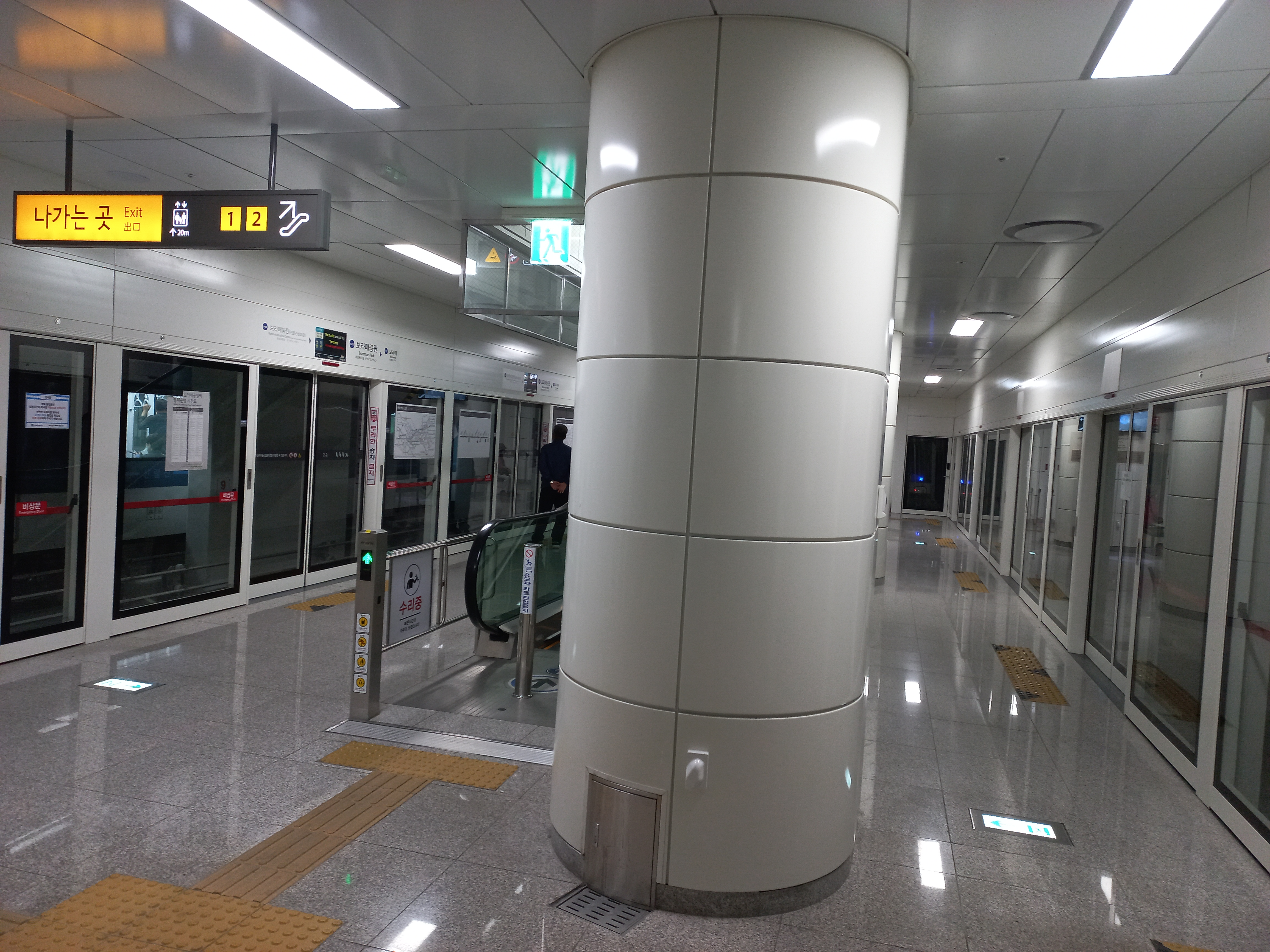
Sân ga hướng lên 2